# Aeroportul Kalaleh
Aeroportul Kalaleh (IATA: KLM, ICAO: OINE) este un aeroport din Kalaleh⁠(d), Central District⁠(d), Kalaleh County⁠(d), Golestan Province⁠(d), Iran ce deservește zona Kalaleh⁠(d).
Situat la o altitudine de 130 m, aeroportul dispune de o singură pistă.